# Kirk-Dikdik
Das Kirk-Dikdik (Madoqua kirkii), auch bekannt als Zwergrüssel, ist eine Art der Dikdiks aus der Gruppe der Gazellenartigen. Es handelt sich um eine kleine Antilope, die im Osten von Afrika entlang der Küste von Somalia und Kenia verbreitet ist. Die Tiere bewohnen trockenere Landschaften. Sie zeichnen sich durch eine blasse, gelblich-olivefarbene Felltönung aus mit schwärzlicher, allerdings teils ausgebleichter Sprenkelung auf dem Rücken. Ansonsten ähneln sie mit ihrem kleinen Kopf, langen Hals, kurzen Schwanz und langen Gliedmaßen anderen Dikdiks. Ebenso wie bei diesen sind die Hörner kurz und spießartig. Die Lebensweise ist nur wenig erforscht. Männchen und Weibchen leben monogam und ernähren sich von weicher Pflanzenkost. Die wissenschaftliche Benennung des Kirk-Dikdiks datiert in das Jahr 1880. Vor allem in der zweiten Hälfte des 20. Jahrhunderts wurden ihm zahlreiche verwandte Formen zugewiesen, so dass die Art als Metapopulation im östlichen und südlichen Afrika verbreitet war. Untersuchungen an den Chromosomen in den 1980er und 1990er Jahren erbrachtet jedoch eine hohe Variabilität. In Konsequenz daraus wurden Anfang des 21. Jahrhunderts wieder mehrere Formen als eigenständig anerkannt. Zur Bestandsgefährdung liegen keine Informationen vor.

## Merkmale

### Habitus
Das Kirk-Dikdik ist ein mittelgroßer Vertreter der Dikdiks und deutlich kleiner als das Cavendish-Dikdik (Madoqua cavendishi) oder das Damara-Dikdik (Madoqua damarensis). Es erreicht eine Schulterhöhe von rund 40 cm und eine Kopf-Rumpf-Länge von etwa 63 cm. Weibchen sind in der Regel etwas größer als die Männchen. Generelle Charakteristika des Kirk-Dikdiks stellen der kleine Kopf, der lange Hals, der sehr kurze Schwanz und die langen sowie schlanken Gliedmaßen dar. Die Fellfärbung ist blasser als bei anderen Dikdikarten und zeigt sich meist gelblich-olivefarben. Die Intensität der schwärzlichen Sprenkelung des Rückens als typisches Merkmal der Dikdiks variiert stark und kann teils deutlich ausgebleicht sein. Die Sprenkelung entsteht dadurch, dass die einzelnen Haare zwei oder drei braune Bänder aufweisen, von denen das letzte teilweise die Spitze einnimmt. Vergleichbar dem Hinde-Dikdik (Madoqua hindei) sind die unteren Seiten und die Beine kastanienfarben. Die Weißfärbung der Bauchseite reicht allerdings nicht sehr weit an den Beininnenseiten herab. Bei sehr starker Blässung der Rückensprenkelung besteht nur wenig Kontrast zur hellen Unterseite. Bei allgemein dunkleren Formen wie dem Cavendish-Dikdik, dem Thomas-Dikdik (Madoqua thomasi) und dem Hinde-Dikdik fällt der Übergang von der Bauchseite zu den Seiten hin deutlicher aus. Die Nase hebt sich weißlich hervor. Sie ist zudem aufgebläht und rüsselartig verlängert, was auch andere Dikdiks charakterisiert und etwas an die Saiga-Antilope erinnert. Entsprechend der Bauchseite zeigt die obere Kehle eine weißliche Farbgebung, im unteren Abschnitt ist sie mit brauneb Haaren durchsetzt. Die Stirn und der auffallende Haarbüschel zwischen den Hörnern sind schwarz marmoriert. Der markante weiße Augenring reicht deutlich vor die Augen, wo zudem die Voraugendrüse durch einen schwarzen Fleck markiert wird. Die Hörner sind kurz und spießartig, sie verlaufen parallel zueinander. An der Basis tritt eine feine Ringelung auf, was sich etwa zur Hornmitte auflöst und in eine glatte Oberfläche übergeht.

### Schädel- und Gebissmerkmale
Der Schädel wird 10,1 bis 11,6 cm lang. Es fällt das extrem kurze Nasenbein auf, das deutlich kürzer ist als etwa beim Eritrea-Dikdik (Madoqua saltiana). Im Vergleich zum Cavendish-Dikdik ist die Nasenöffnung enger, etwa so wie beim Damara-Dikdik. Der Winkelfortsatz am Unterkiefer zieht deutlicher nach hinten aus als beim Eritrea-Dikdik. Das Gebiss besteht aus 32 Zähnen mit folgender Zahnformel: {\displaystyle {\frac {0.0.3.3}{3.1.3.3}}} Generell sind die hinteren Zähne relativ hochkronig (hypsodont). Am hinteren unteren Molar kommt eine dritte kleine Leiste vor, was die Tapirböckchen auszeichnet, den Windspielantilopen wie dem Eritrea-Dikdik jedoch fehlt. Die Länge der oberen Zahnreihe beträgt 3,2 bis 3,9 cm.

## Verbreitung und Lebensraum

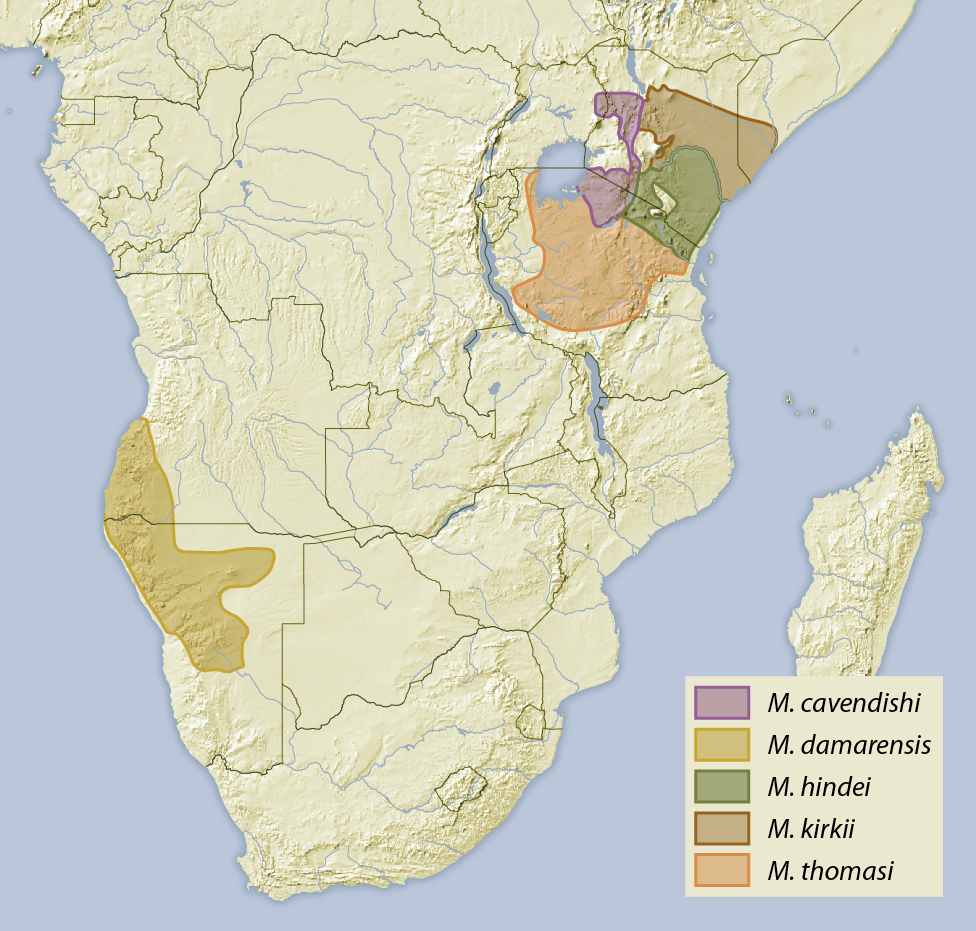
Verbreitungsgebiet des Kirk-Dikdik-Artkomplexes, das Vorkommen des eigentlichen Kirk-Dikdiks ist braun markiert

Das Kirk-Dikdik kommt im nordöstlichen und östlichen Afrika vor. Die Nordgrenze verläuft etwa nördlich des Uaso Nyiro im Osten Kenias ostwärts bis nach Mogadischu in Somalia. Von dort aus erstreckt sich das Verbreitungsgebiet südwärts entlang der Küste bis zur Mündung des Tana, der auch die Westgrenze bildet. Dies kann als eine Art Kerngebiet aufgefasst werden. Einige Autoren geben die Südgrenze etwa auf Höhe der Usambaraberge im nördlichen Tansania an. Für die Westgrenze werden auch der Östliche Graben vom südöstlichen Abschnitt des Turkanasees im Norden bis zum Laikipia-Plateau im Süden genannt. Generell leben die Tiere in Küsten- und Flachlandgebieten. Teilweise tritt das Kirk-Dikdik sympatrisch mit dem Günther-Dikdik (Madoqua guentheri) auf. In diesem Fall nutzt es weniger trockene Savannengebiete.

## Lebensweise
Die Lebensweise des Kirk-Dikdiks ist kaum erforscht. Zahlreiche Untersuchungen im östlichen Afrika beziehen sich auf das Cavendish-Dikdik (Madoqua cavendishi) und das Hinde-Dikdik (Madoqua hindei), die ursprünglich zum Kirk-Dikdik gezählt wurden. Die Tiere sind tag- und nachtaktiv mit abwechselnden Phasen der Nahrungsaufnahme und der Ruhe. Vermutlich leben sie in monogamen Paaren, die gemeinsam ein Territorium verteidigen. Begleitet werden die Paare von ihrem jüngsten Nachwuchs. Die Nahrung besteht höchstwahrscheinlich aus Blättern und anderer weicher Pflanzenkost. Die Paarung verteilt sich auf zwei Perioden im Jahr, ein Weibchen bringt pro Geburt jeweils ein einzelnes Junges zur Welt. Zu den bedeutenden Fressfeinden gehört der Afrikanische Wildhund. Nach Untersuchungen im Laikipia County im zentralen Kenia bezieht er zwischen 54 und 75 % seiner erbeuteten Biomasse vom Kirk-Dikdik. Als ein sehr seltener Kommensale wurde der Feenastrild beobachtet. Unklar ist allerdings, ob die Vögel Parasiten picken oder die Sekrete nutzen.

## Systematik
Das Kirk-Dikdik ist eine Art aus der Gattung der Dikdiks (Madoqua) und der Familie der Hornträger (Bovidae). Innerhalb Familie wird die Gattung zur Unterfamilie der Antilopinae gestellt und steht hierin in der Tribus der Gazellenartigen (Antilopini). Als nahe Verwandte der Dikdiks kommen die Beira und die Arten der Gattung Raphicerus in Betracht. Teilweise werden die drei Gattung zur Untertribus der Raphicerina zusammengefasst. Die Dikdiks repräsentieren kleine Antilopen des östlichen und südwestlichen Afrikas. Sie bilden eine homogene Gruppe, die ursprünglich in zwei Gattungen aufgeteilt war. Diese werden heute jedoch als Untergattungen angesehen. Eine Linie umfasst die Untergattung Madoqua, die sich um das Eritrea-Dikdik (Madoqua saltiana) gruppiert, die andere besteht aus der Untergattung Rhynchotragus mit dem Kirk-Dikdik als zentrale Form. Erstere Gruppe unterscheidet sich von letzterer durch einen längeren Mittelkieferknochen und längere Nasenbeine sowie einen kleineren Naseninnenraum. Des Weiteren fehlt ihren Angehörigen die dritte Leiste am letzten unteren Mahlzahn, die bei den Rhynchotragus-Formen vorkommt. Zudem sind die Vertreter der Rhynchotragus-Gruppe etwas größer als die der Madoqua-Gruppe. Die Tiere sind an trockene Klimaverhältnisse angepasst, was am deutlichsten durch die Gestaltung der Nase als sehr flexibles, bewegliches Organ erkennbar ist, etwa vergleichbar zu der Saiga-Antilope. Entsprechend den anatomischen Gegebenheiten der vorderen Schnauze ist die rüsselartige Nase bei Rhynchotragus deutlicher ausgeprägt. Die genetische Trennung der beiden Linien erfolgte bereits im Übergang vom Miozän zum Pliozän vor rund 5 Millionen Jahren.

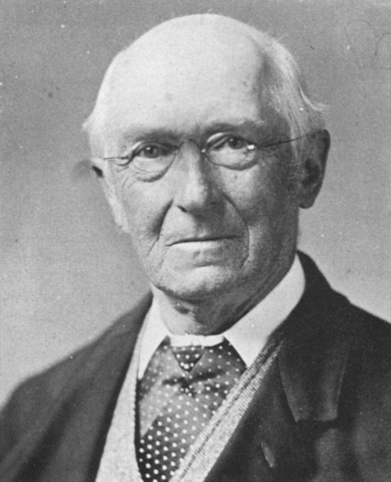
Albert Günther

Das Kirk-Dikdik wurde 1880 durch den deutschen Zoologen Albert Günther erstmals wissenschaftlich beschrieben. Er gab der Art die wissenschaftliche Bezeichnung Neotragus kirkii, stellte sie also in eine Gattung mit dem Kleinstböckchen (Neotragus pygmaeus). Als Typuslokalität verwies Günther auf Baraawe im südlichen Somalia. Der Artnahme ehrt den schottischen Naturforscher John Kirk, der unter dem Afrikaforscher David Livingstone diente. Die Gattung Madoqua für die Dikdiks wurde bereits 1837 durch den irischen Naturforscher William Ogilby eingeführt. Dass das Kirk-Dikdik der Gattung Madoqua angehört, erkannte Oldfield Thomas im Jahr 1894. Oscar Neumann etablierte dann rund elf Jahre später die Gattung Rhynchotragus und gliederte das Kirk-Dikdik darin ein, als Nominatform wies er allerdings das Günther-Dikdik (Madoqua guentheri) aus.
Einige weitere im Laufe der Zeit beschriebene Vertreter der Dikdiks wurden dem Kirk-Dikdik spätestens in den 1970er Jahren als Unterarten zugeordnet. Hierzu zählen das Damara-Dikdik, das ebenfalls von Günther im gleichen Aufsatz wie zum Kirk-Dikdik vorgestellt wurde und dessen Belegexemplar aus dem Damaraland im südwestlichen Afrika stammte. Von Thomas wiederum wurde das Cavendish-Dikdik im Jahr 1898 eingeführt, dessen Herkunft er mit dem Baringosee im heutigen Kenia angab. Nur wenige Jahre später, 1902, etablierte Thomas zusätzlich noch das Hinde-Dikdik aus dem südzentralen Kenia. Auf Oscar Neumann geht das Thomas-Dikdik zurück, für dessen Einführung ihm mehrere Individuen aus dem nördlichen Tansania zur Verfügung standen. Hinzu kommen noch einige weitere Formen. Das betrifft M. k. minor von Einar Lönnberg im Jahr 1912 und M. k. nyikae von Edmund Heller im Jahr darauf, erstere aus dem zentralen, letztere aus dem südlichen Kenia. Die Einbindung der genannten Vertreter der Dikdiks in das Kirk-Dikdik formte eine Metapopulation. In der zweiten Hälfte des 20. Jahrhunderts und zu Beginn des 21. Jahrhunderts wurden zwischen vier und sieben Unterarten des Kirk-Dikdiks im weiteren Sinne anerkannt:
| Unterarten nach Kingwood und Kumamoto 1997 | Unterarten nach Grubb 2005 | Unterarten nach Brotherton 2013 |
| - M. k. cavendishi Thomas, 1898 - M. k. damarensis (Günther, 1880) - M. k. hindei Thomas, 1902 - M. k. kirkii (Günther, 1880) - M. k. minor (Lönnberg, 1912) - M. k. nyikae (Heller, 1913) - M. k. thomasi (Neumann, 1905) | - M. k. cavendishi Thomas, 1898 (einschließlich M. k. thomasi) - M. k. damarensis (Günther, 1880) - M. k. hindei Thomas, 1902 - M. k. kirkii (Günther, 1880) | - M. k. cavendishi Thomas, 1898 (einschließlich M. k. hindei) - M. k. damarensis (Günther, 1880) - M. k. kirkii (Günther, 1880) (einschließlich M. k. minor und M. k. nyikae) - M. k. thomasi (Neumann, 1905) |

In zahlreichen Systematiken zum Ende des 20. Jahrhunderts wurde darauf hingewiesen, dass das Kirk-Dikdik im weiteren Sinne möglicherweise mehr als eine Art umfasst. Darauf aufmerksam wurden Wissenschaftler durch unfruchtbare männliche Nachkommen gekreuzter Individuen bei Zootieren. Weitere Hinweise gaben cytogenetische Untersuchungen ab den 1960er Jahren, die verschiedene Karyotypen bei Kirk-Dikdiks aus ostafrikanischer Herkunft schlussfolgern ließen. Da es sich hierbei ebenfalls um Zootiere mit teils unklarer Herkunft handelte, war das Ergebnis jedoch nicht eindeutig. Deutlicher wurde dies Ende der 1980er Jahre durch Untersuchungen von Wildtieren aus Ostafrika. Hierbei konnten zwei Karyotypen ausgemacht werden, die folgend die Bezeichnungen Cytotyp A (Chromosomensatz 2n = 46, fundamentale Anzahl = 48) und Cytotyp B (Chromosomensatz 2n = 46–47, fundamentale Anzahl = 56–59) erhielten. Cytotyp A entspricht weitgehend dem eigentlichen Kirk-Dikdik, Cytotyp B dem Cavendish-Dikdik einschließlich dem Hinde-Dikdik. Weitere Analysen an Wildtieren aus Ost- und Südwestafrika Mitte der 1990er Jahre deckten dann die Existenz von zwei weiteren Karyotypen auf: Cytotyp C (Chromosomensatz 2n = 48, fundamentale Anzahl = 52) und Cytotyp D (Chromosomensatz 2n = 48, fundamentale Anzahl = 50). Letzterer ist mit dem Damara-Dikdik aus Namibia gleichzusetzen, ersterer mit dem Thomas-Dikdik.
Die ermittelten cytogenetischen Abweichungen verbunden mit einigen anatomischen Unterschieden veranlassten Fenton P. D. Cotterill zu Beginn der 2000er Jahre das Kirk-Dikdik im weiteren Sinne als Artenschwarm aufzufassen und in vier evolutive Linien aufzuteilen. Die Zoologen Colin Groves und Peter Grubb übernahmen dies in ihrer 2011 veröffentlichten Revision der Huftiersystematik und unterschieden somit das Kirk-, Damara-, Cavendish- und Thomas-Dikdik als eigenständige Arten, fügten diesen jedoch zusätzlich noch das Hinde-Dikdik hinzu. Die Artenaufteilung wurde von Groves auch für den zweiten Band des Standardwerkes Handbook of the Mammals of the World aus dem gleichen Jahr adaptiert. Laut beiden Werken ist das Kirk-Dikdik monotypisch, schließt jedoch M. k. minor als Synonymform mit ein, während M. k. nyikae dem Hinde-Dikdik zugeschlagen wurde.

## Bedrohung und Schutz
Die IUCN unterscheidet die einzelnen Arten des Kirk-Dikdiks im weiteren Sinne  nicht voneinander und gibt an, dass das Kirk-Dikdik insgesamt „nicht gefährdet“ (least concern) ist.